# GameStop
GameStop（ゲームストップ、NYSE: GME）はアメリカ合衆国テキサス州グレープバインに本社を置く世界最大のコンピュータゲーム（en:Video game）小売店。2012年時点でアメリカ、カナダ、オーストラリア、オーストリア、デンマーク、フィンランド、フランス、ドイツ、アイルランド、イタリア、ニュージーランド、ノルウェー、ポルトガル、プエルトリコ、スペイン、スウェーデン、スイス、イギリス（G.B.)に約6700店舗展開。

## 歴史

### Babbage's時代 (1984 - 1994)
ゲームストップ社の歴史を起源までさかのぼると、1984年にJames McCurryおよびGary M. Kusinというハーバード・ビジネス・スクールの同級生2名によってテキサス州ダラスで設立されたBabbage's（バベッジズ社）にたどりつく。この社名はチャールズ・バベッジから採られており、 早い段階でロス・ペローからの出資を得て、第一号店は同氏の助力でノースパークセンターというダラスのショッピングモールに出店された。Babbage's社はまずは当時一番流行していたゲーム機であるAtari 2600を売ることに力を集中させ、1987年には任天堂のゲームを売り始めた。 そして1988年には株式公開を成し遂げた。 1991年には当社の売上の三分の二はコンピュータゲームになっていた。

### 衰退期 (2016年 - )
2019年、オンラインゲームへの顧客流出や売上高の減少を受け、株価は年初から8月までに70％超の下落幅を示した。会社側は、対策として本社スタッフのポジション120人の削減を発表している。

### 仕手戦（2021年）
2021年1月、ゲームストップ株は仕手戦の舞台となった。構図としては、ヘッジファンドの空売りに対してRedditユーザーの個人投資家が買い向かう形で、年初の株価（約17ドル）から、1月29日には一時約468ドルと約27倍の急騰となり、ヘッジファンドが大量の損失を抱えて損切りを余儀なくされる結果となった。